# ロッティンディーン
ロッティンディーン（英語: Rottingdean）は、イギリス南海岸のシティ、ブライトン・アンド・ホヴにあるヴィレッジ。ソルトディーンやウッディンディーンなどと接しており、その歴史地区はよく絵葉書の題材とされている。

## 名称
ロッティンディーンという名は、「ロータ」という男性の名前に由来しているとされる。ロータは450年から500年の間の期間にローマ系ブリトン人を追い出したサクソン人部族のリーダーであった。1086年のドゥームズデイ・ブックにおいて初めてその名が確認された。

## 行政上の地位
この行政教区は1928年にカウンティ・バラのブライトンへ編入されたが、1996年にはブライトン・アンド・ホヴの中で唯一の独立した教区議会を持つことが許された。教区内には廃村のバルスディーンも含まれ、隣接するウッディンディーンも1933年までは同じ行政教区に組み込まれていた。さらにソルトディーンの大部分（ローディーン校やブラインド・ベテランズUKセンターなど）もかつての行政教区に組み込まれていた。

## 歴史

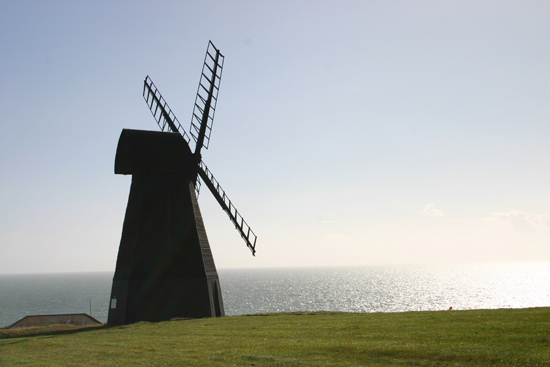
ジ・オールド・ウィンドミル

### 先史時代
ロッティンディーンには新石器時代の紀元前2500年ごろから人々が住んでいた:1。彼らは樹木や低木を伐採し、大麦などを育てる畑を作って暮らしており、そのような生活は新石器時代から青銅器時代、鉄器時代、ローマ時代、アングロサクソン時代へと続いた:1。また現在ロッティンディーン・ハイツとして知られている地域では、青銅器時代の墳丘墓や土器のかけらなどが出土している。また村の反対側にあるビーコン・ヒルでも1863年に鉄器時代の埋葬跡が見つかった:1。

### ローマ人、サクソン人の進入
鉄器時代から続くケルト人の生活様式は西暦43年にローマ人が到着した後もほとんど変わらずに続いていたと思われるが、3世紀の中頃から海岸近くに住む人々はサクソン人の襲撃に脅かされるようになった。当時パニックに陥ったいく人かの裕福なローマ系ブリトン人は、自宅から持ち出した金品を壺に入れ、人里離れた傾斜地に埋めた。そしてそのような財宝の1つがバルスディーンで発掘され、中には275年から287年の間に作られた1,000枚以上のコインが入っていた:2。ローマ人がブリテン島から撤退した後はサクソン人がサセックスに住み始めた。なお、このサセックスという名は「南サクソン人の土地」という意味である。6世紀にはこの南サクソン人がロッティンディーンにも住み始め、その際に人々を率いていたのが村名の由来にもなった「ロータ」である:3。

### ノルマン・コンクエスト
それから500年が経った1066年、ノルマン・コンクエストが起こりウィリアム征服王率いるノルマン人が侵攻してきた。ルイス・ディストリクトに含まれるロッティンディーンは近隣の土地を合わせて国王の義弟であるウィリアム・ド・ワーレン伯爵に与えられた:9。1086年のドゥームズデイ・ブックによると、当時は50人から100人の人々がこの地で生活していた:6。

### 百年戦争中の戦い
百年戦争中の1377年夏、フランス提督ジャン・ド・ヴィエンヌに率いられた120隻の大艦隊による攻撃を受けた。それに先立ってライの港を焼き払い教会の鐘まで奪っていた彼らは、おそらくルイス修道院を略奪するためにロッティンディーンへと上陸した:9。これに対してルイス修道院長は500人を率いてロッティンディーンへと向かった。しかしこれを察知したフランス軍が騎馬隊300名によって待ち伏せをし、イングランド軍は少なくとも100名を失った。ただこの攻撃ではフランス側にも相当な死傷者が出たため、ルイス自体への攻撃は防ぐことができた:9–10。これらの戦闘を通じて修道院長は部下のジョン・ファルヴスリー卿、トーマス・シャイン卿、従者のジョン・ブローカスらと共に捕虜となった。戦闘による傷を受けたブローカスはその後死亡したが、それ以外の3名は身代金によって解放された。一方でフランス軍が略奪をし、家や畑に火をつけたため村は甚大な被害を受けた。言い伝えによると恐れた村民は教会へと逃げ込んだが、その教会も焼き討ちに遭い中にいた全員が死亡したという:10。

### クエーカー運動の影響
17世紀にはクエーカー運動がロッティンディーンに影響を及ぼし、多くの者がクエーカーとなった。しかし彼らの信条は地元の権威との間に対立を招いた。行政教区の大地主だったニコラス・ベアードはクエーカーとしての信条に基づいて十分の一税を拒み、教区牧師を52年務めたロバート・ベイカーとの間に確執が生じた。ベアードと他のクエーカーたちは何度も投獄され、1659年には十分の一税として牧師がベアードから雄牛12頭、雌牛6頭、種牛1頭を取り上げたという記録が残されている:20。しかしそれでもベアードは十分な財産を有しており、死後はクエーカーのための墓地となる土地を遺した:36。

### 密輸との関わり
この地の住民が密輸に関わっていたことは、多くの史料から明らかになっている:60。 その内容は、羊毛が輸出され、紅茶、蒸留酒、タバコ、レースなどが輸入されるという双方向のものであった。18世紀後半には密輸の押収が何度も記録されているが、密輸品はロッティンディーンよりも閑散としたソルトディーン・ギャップで荷下ろしされていたと考える。降ろされた密輸品は丘を超え、現在のホワイトウェイズ・レーンを通じてロッティンディンへ一度運び込まれ、そこから内陸部へと輸送されていたということになる:24–25。地元の話をすべて検証することはできないし、村の地下にある秘密通路についての主張をすべて信じることもできないが、18世紀の牧師トーマス・フッカー博士が関与していたという噂は根強く残っている:60。 一方でフッカーは子供の教育に尽力し、豊かな子供も地元の子供も入学できる学校を設立した:65。
この村はかつて狩猟の中心地であり、特に19世紀後半には盛んに行われていた。ブルックサイド・ハントは1902年までこの村を拠点とし、猟犬の群れで野ウサギやキツネを狩っていた:119。

### 別荘地としての発展
長年農村だったロッティンディーンであるが、18世紀後半からはブライトンを避けた上流階級の人々が訪れるようになった。19世紀後半には美術家のエドワード・バーン＝ジョーンズ卿やその甥の小説家ラドヤード・キップリングなどがこの地を拠点としていた。また1920年代に農業が衰退すると農地の多くが建築用に利用され、ソルトディーンを中心に人口が急拡大した:85。拡大した人口に対応するため、1933年にはウッディンディーンが行政教区として独立した:89。

### 年表
- 紀元前2500年ごろ：人々が定住を始める
- 西暦43年：ローマ人がこの地に定住を始める
- 3世紀：サクソン人の襲撃が始まる
- 6世紀：サクソン人が定住する
- 1066年：ノルマン・コンクエスト
- 1377年：フランス軍による襲撃を受け、村が焼き払われる
- 17世紀：クエーカー運動の影響を受ける
- 1928年：ブライトン（カウンティ・バラ（英語版））に編入
- 1933年：ウッディンディーン（英語版）が行政教区として分離
- 1996年：行政教区議会が復活

## 建築物

### ザ・ブラック・ハウス
現在は公共住宅となっているザ・ブラック・ハウスはロッティンディーン全体で最も古い建築物だと信じられており、少なくともヘンリー8世が治めていた1513年には建てられていた。かつては「ブラック・ホール」と呼ばれており、そのラウンジは鍛冶場として利用されていた:107。

### チャロナーズ
ロッティンディーンにある古いマナー・ハウスの歴史は1450年にまで遡るが、当時の構造物は地下室しか残っていない。最初の領主はトーマス・チャロナーで、のちにビアード家の手に渡った。増築工事は19世紀まで行われ、サンルームの窓に特徴がある。現在の建物は16世紀後半に建てられたもので、密輸用の地下トンネルが隠されていた。

### ジ・エルムス
ジ・エルムスは、1897年から1902年にかけて小説家ラドヤード・キップリングが借りていたことで有名である。池に面したザ・グリーンに1750年ごろ建てられ、1785年から1859年まではイングラム家が所有していた:110。記者のロドリック・ジョーンズとその妻イーニッド・バグノルドは1929年にこれを購入し、ホテルにされるのを防いだ:91。第二次世界大戦後はアーネスト・ビアードに貸し出され、その後1975年に売却されるまでバグノルドの娘ローリアン・ダーコートが住んでいた。ロッティンディーン保存協会（現ロッティンディーン・ヘリテージ）は開発の手から守るためにその土地のほぼ全てを購入し、1986年キプリング・ガーデンズを設立した。

### ザ・グランジ
当初は牧師館として建てられたザ・グランジは19世紀初頭に牧師トーマス・フッカーが学校として増築したが:91、その後芸術家のウィリアム・ニコルソン卿が購入し、第一次世界大戦前に住んでいたときに「グランジ」と改名した。1920年代には、ロンドンの弁護士サー・ジョージ・ルイスのために、エドウィン・ラッチェンスがこの建物を修復し、ガートルード・ジーキルが庭のデザインに影響を与えた。またこの際チャールズ・ルイスがこれを購入している:54。現在はロッティンガム・ヘリテージが管理する美術館、博物館と、ブライトン・アンド・ホヴ・カウンシルが管理する図書館、観光案内所が入居している。

## 教育

### ヴィレッジ・スクール
教区牧師トーマス・フッカーが設立した学校の1つで、1818年に設立された。1840年代にはルイスの銀行家ジョージ・モリニューが海岸沿いに所有していた住宅の1つを公立学校用に提供した。学校の資金源は、有志による寄付金と、生徒一人につき週1ドルの授業料だった。1859年、アバーガベニー卿とジェームズ・イングラムが土地を寄付し、ネビル・ロードの下に専用の教室が建設され、1860年に開室した。1874年には、道路の反対側に別の幼稚園が建設された:39。1953年には、イングランド国教会が管理する学校となり、新校舎がホワイトウェイ・レーンに建設された。しかし新校舎では生徒全員を収容できなかったため、新校舎の拡張が終了する1961年までは旧校舎も併用されていた。その後1986年には大規模な火災が発生し、再建には2年を要した:95–96。

### ロングヒル・ハイ・スクール
ロングヒル・ハイ・スクールは、1963年に設立された共学の中等教育学校。地理的にはロッティンディーンにあるが当初の入学者はほとんどがウッディンディーンから通学していた。1975年には総合学校となり、その後ニューヘイブンやブライトンからも多くの生徒が集まるようになったため1992年に大幅な増築が行われた:97。

### セント・オーバイン校
セント・オーバイン校は、1895年に設立されたプレパラトリー・スクール（男子校）。1969年までは理事長の個人所有だったが、それ以降は慈善団体が管理している。

### ローディーン校
ローディーン校は、現地にあるインデペンデント・スクール（女子校）。1879年にロッティンディーンの西の崖沿いにある現校舎へ移転した。当時その土地は行政教区の一部であり、アバーガヴェニー侯爵家が所有していたものを学校側が購入した:38。

### ロッティンディーン校
ロッティンディーン校（Rottingdean School）は、教区牧師トーマス・フッカーが19世紀初めに自身の牧師館を改装して設立した私立学校に起源を持つ。後にハイ・ストリートに別館が建てられ、1863年からは別館のあった場所にフィールド・ハウス校が設立された。この学校では、作曲家レイフ・ヴォーン・ウィリアムズや後に初代ジェリコー伯爵となるジョン・ジェリコーなどが学んだ。フィールド・ハウス校は1887年にロッティンディーン校に改名し、その7年後には村の北側のファルマー・ロード沿いにある土地に移転した:38。また移転前に使用されていた校舎には、プレパラトリー・スクールであるセント・オーバイン校が設立された:31。
ロッティンディーン校は廃校となり、1964年に校舎も取り壊された。現在は戦争記念碑と運動場のみが残されている。

## 著名な住人
- エドワード・バーン＝ジョーンズ：美術家
- ラドヤード・キップリング：小説家
- ウィリアム・ニコルソン：画家
- イーニッド・バグノルド（英語版）：作家
- ロドリック・ジョーンズ（英語版）：記者
- ウィリアム・ワトソン（英語版）：詩人
- アンジェラ・サーケル（英語版）：小説家
- フレッド・ペリー：テニス選手
- ジョン・ヴォランセン（英語版）：ダイバー